# Association sportive de la cimenterie de Bizerte
L'Association sportive de la cimenterie de Bizerte est un club de basket-ball tunisien basé à Bizerte.